# Marchese di Ailesbury
Marchese di Ailesbury, nella contea di Buckingham, è un titolo nel Pari del Regno Unito. È stato creato il 17 luglio 1821 per Charles Brudenell-Bruce, II conte di Ailesbury.
Il 18 marzo 1664, Robert Bruce, II conte di Elgin è stato creato barone Bruce, visconte Bruce, di Ampthill e conte di Ailesbury. Suo figlio, Charles, è stato creato barone Bruce il 17 aprile 1746, con una licenza speciale per il nipote , l'onorevole Thomas Brudenell, quarto e ultimo figlio di George Brudenell, III conte di Cardigan. Alla morte del Lord Ailesbury nel 1747, i suoi titoli inglesi si estinsero, tranne che per la baronia di Bruce, che è stato ereditato dal nipote, Robert. I suoi titoli scozzesi passarono a Charles Bruce, V conte di Elgin.
Thomas Brudenell, II barone Bruce, assunse il cognome aggiuntivo di Bruce grazia a una licenza reale nel 1767. Il 10 giugno 1776 è stato creato conte di Ailesbury, nel pari di Gran Bretagna. Suo figlio, Charles Brudenell-Bruce, II conte di Ailesbury fu creato visconte Savernake, conte Bruce e marchese di Ailesbury, nel Pari del Regno Unito. Nel 1868 suo figlio maggiore, George Brudenell-Bruce, II marchese di Ailesbury, ha ereditato la contea di Cardigan dal settimo conte di Cardigan.
Gli succedette il fratello minore, Ernest Brudenell-Bruce, III marchese di Ailesbury, che si sedette nella Camera dei Comuni per 46 anni. Gli succedette il nipote, George Brudenell-Bruce, IV marchese di Ailesbury, che morì di bancarotta in tenera età e gli succedette suo zio, Henry Brudenell-Bruce, V marchese di Ailesbury. A partire dal 2012 i titoli sono detenuti dal pronipote del quarto marchese, Michael Brudenell-Bruce, VIII marchese di Ailesbury.

## Conti di Ailesbury (1664)
- Robert Bruce, II conte di Elgin (1627-1685)
- Thomas Bruce, III conte di Elgin (1656-1741)
- Charles Bruce, IV conte di Elgin (1682-1747)

## Baroni Bruce (1746)
- Charles Bruce, IV conte di Elgin (1682-1747)
- Thomas Brudenell-Bruce, II barone Bruce (1739-1814) (creato conte di Ailesbury nel 1776)

## Conti di Ailesbury (1776)
- Thomas Brudenell-Bruce, I conte di Ailesbury (1739-1814)
- Charles Brudenell-Bruce, II conte di Ailesbury (1773-1856) (creato marchese di Ailesbury nel 1821)

## Marchesi di Ailesbury (1821)
- Charles Brudenell-Bruce, I marchese di Ailesbury (1773-1856)
- George Brudenell-Bruce, II marchese di Ailesbury (1804-1878)
- Ernest Brudenell-Bruce, III marchese di Ailesbury (1811-1886)
- George Brudenell-Bruce, IV marchese di Ailesbury (1863-1894)
- Henry Brudenell-Bruce, V marchese di Ailesbury (1842-1911)
- George Brudenell-Bruce, VI marchese di Ailesbury (1873-1961)
- Chandos Brudenell-Bruce, VII marchese di Ailesbury (1904-1974)
- Michael Brudenell-Bruce, VIII marchese di Ailesbury (1926-2024)

L'erede è il figlio dell'attuale marchese, David Michael James Brudenell-Bruce, conte di Cardigan (1952).